# Польско-албанские отношения
Польско-албанские отношения - это двусторонние дипломатические отношения между Республикой Польша и Республикой Албания.

## История
Польша была первой славянской нацией, признавшей Косово как независимое образование, отношения между двумя нациями довольно низкие, чем ожидалось. Тем не менее, после падения коммунизма в 1989 году две страны стали работать более тесно, и отношения между двумя нациями значительно обновились.
Станислав Зубер, польский геолог середины 20 века, был автором первой обширной геологической карты Албании, которая до сих пор используется по всей территории Албании. Первая телеграфная линия из Северной Албании в Стамбул, а также первая в Манастир также были построены поляками.
После отделения Албании от Советского блока албанско-польские отношения прекратились; однако после падения коммунизма они были возрождены при значительном вкладе фонда Общества Албанско-польской дружбы, которое было создано албанцами, которые когда-то учились за границей в Польше Сегодня общий опыт коммунистического правления является источником общего понимания
В 2016 году состоялся первый экономический форум между Польшей и Албанией.
26 ноября 2019 года в Албании произошло землетрясение. По просьбе правительства Албании Польша в конце декабря направила в страну 4 бригады пожарных и 500 полевых коек для оказания помощи при землетрясении. Польша присоединилась к Европейскому Союзу в 2004 году, в то время как Албания является кандидатом на вступление в ЕС.

## Сотрудничество в Прибалтике
В событиях, последовавших за ростом напряженности в результате ситуации на Украине, Албания и Польша разместили своих солдат в составе боевой группы в Латвии.

## Экономические связи
Албания превратилась в крупное туристическое направление для поляков: в 2016 году число польских туристов удвоилось и достигло 116 000; Польша входит в топ-10 источников привлечения иностранных туристов в Албанию. За первые одиннадцать месяцев 2018 года это число выросло до 152 000.